# Helen Wodehouse
Pour les articles homonymes, voir Wodehouse.
Helen Marion Wodehouse (12 octobre 1880 — 20 octobre 1964) est une philosophe et universitaire britannique. Elle est la première femme titulaire d'une chaire universitaire à l'université de Bristol et est principale du Girton College de Cambridge de 1931 à 1942.

## Biographie
Helen Wodehouse naît le 12 octobre 1880 à Bratton Fleming, dans le Devon. Elle est l'un des quatre enfants du pasteur anglican Philip John Wodehouse et de son épouse, Marion Bryan Wallas. Elle est la nièce de Graham Wallas, cofondateur de la London School of Economics. Elle fait ses études secondaires à la Notting Hill School à Londres, où enseignent deux de ses tantes maternelles, Katharine Wallas et Mary Wallas et, en 1898, obtient une bourse d'études pour Girton pour étudier les mathématiques. Elle décide durant sa scolarité de se spécialiser en sciences morales et obtient un diplôme de première classe aux tripos de 1902. Elle poursuit ses études à Cambridge, comme boursière Gilchrist, puis à l'université de Birmingham, où elle loge chez sa tante Mary Wallas et l'époux de celle-ci, John Henry Muirhead. Elle obtient un diplôme d'enseignement. Elle obtient une maîtrise et un doctorat en philosophie (1906) et est nommée maître de conférences en philosophie en 1903, poste qu'elle occupe jusqu'en 1911.
En 1911, Helen Wodehouse est nommée directrice du nouveau collège de formation des enseignants à Bingley, dans le Yorkshire.
Elle est ensuite professeure de sciences de l'éducation à l'université de Bristol de 1919 à 1931, l'une des rares femmes à cette époque titulaires de chaire de cette université. Elle n'est pas une « féministe émotionnelle », mais soutient le droit de vote des femmes et reconnaît l'importance des combats menés en faveur de l'éducation des jeunes filles menées notamment par Emily Davies. En 1925, elle fusionne les départements de l'éducation des hommes et des femmes et met en place un système d'évaluation régulière au lieu d'un examen final pour le diplôme de fin d'études. En 1964, le nouveau bâtiment universitaire de la Graduate School of Education installée sur Berkeley Square prend son nom.
Helen Wodehouse revient à Cambridge en 1931 en tant que « mistress » (c'est-à-dire principale de collège) de Girton College. Elle renonce à la fonction de tutrice des élèves de premier cycle et nomme à cette fonction Mary Duff, mais suit de près les préoccupations des étudiantes, notamment au début de la Seconde Guerre mondiale, lorsqu'un certain nombre d'entre-elles doivent choisir entre rester à Girton ou s'engager dans l'effort de guerre. Elle est présidente du conseil d'administration de l'institut de formation des enseignantes de Cambridge, le Cambridge Training College for Women.
Elle prend sa retraite en 1942. Elle meurt à Llandrindod Wells, Radnorshire, au pays de Galles, le 20 octobre 1964.

## Publications
- The Logic of Will, 1907
- The Presentation of Reality, 1910
- Nights and Days, and other Lay Sermons, 1916
- God the Prisoner, and other Lay Sermons, 1920
- A Survey of the History of Education, 1924
- The Scripture Lesson in the Elementary School, 1926
- Temples and Treasuries, and other Lay Sermons, 1935
- Selves and their Good, 1936
- One Kind of Religion, 1944